# トーテム

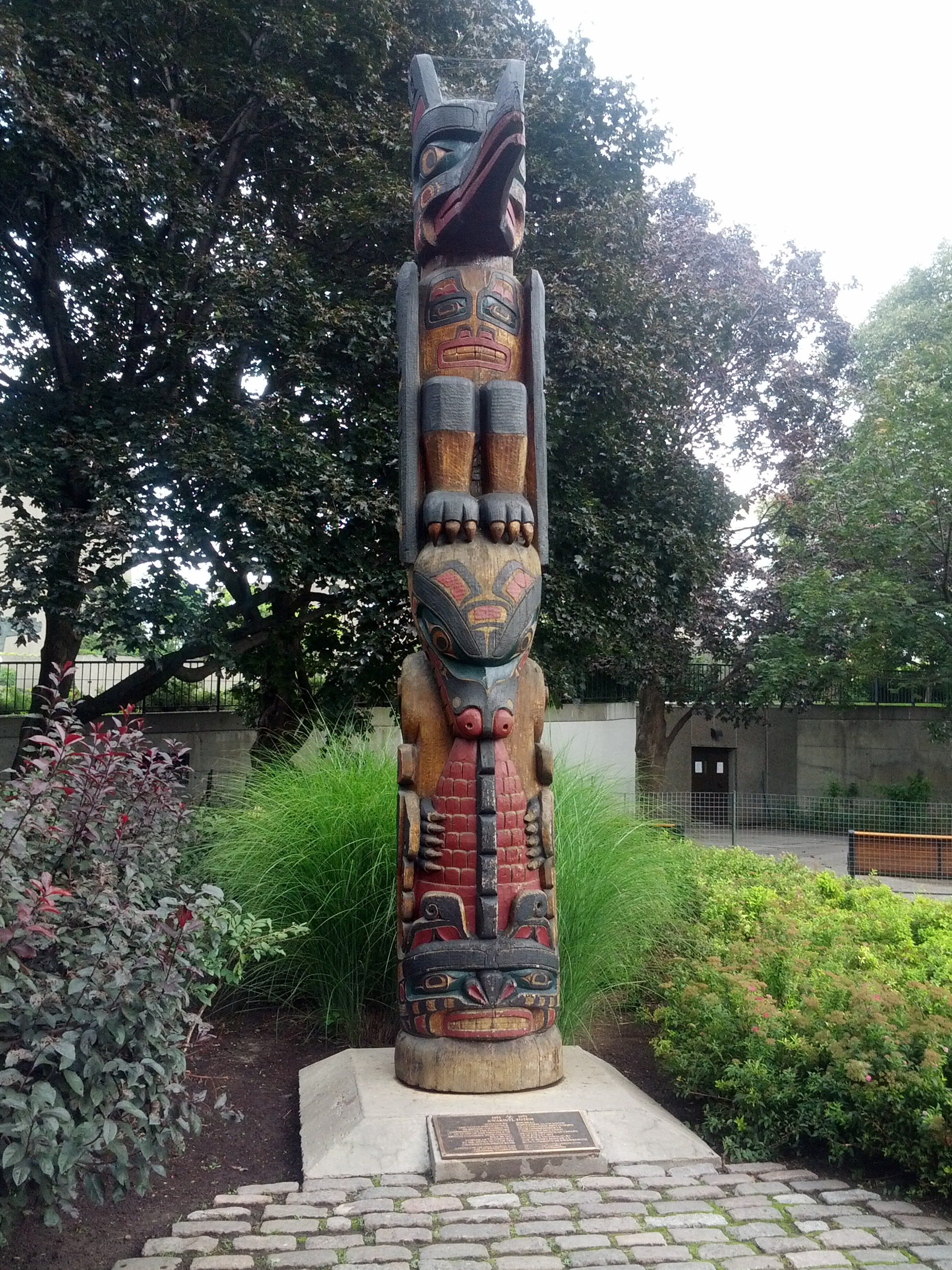
オタワの記念碑

トーテム（英語: totem）とは、特定の集団や人物、「部族」や「血縁（血統）」に宗教的に結び付けられた野生の動物や植物などの象徴のこと。20世紀の文化人類学者のクロード・レヴィ＝ストロースは、これまで神秘主義的なまどろみとされていたトーテムを、一定の理論性を持った為政者による部族団結の装置と考えた。精神分析創設者のジークムント・フロイトは、「トーテムとタブー」という論文を著している。
単にトーテムポールの事をトーテムと言う場合がある。

## 語源
1609年に書かれたフランス語の歴史書には、「トーテム」に類似する意味を持つ aoutem というアルゴンキン語族の言葉を話すノバスコシアのミクマク人もしくは周辺の民族の言葉が記載されている。英語の文献では1791年にイギリスで刊行された書物が totem の語の初出（厳密には totam ）である。その本は、1760年代に北米大陸のオジブワ人と交易したジェイムズ・ロングという名の交易者の報告として、意図せず偶然に熊を殺してしまったオジブワ人の狩人が「自分の totam であるビーヴァーが怒ってしまったため、もはや狩をすることができなくなった」とロングに言った話を収録している。ロング自身はこの totam を「守護精霊」と誤解して報告したが、半世紀後には、オジブワ人のメソジスト派宣教師ピーター・ジョーンズが自身の編纂した辞書の中でより正確なニュアンス等を西洋世界に伝え、その後、totem の語は学術用語として用いられるようになった。なお、ロングが聞き取った totam は、オジブウェー語で「クラン」を意味する /-doodem-/ と考えられている。また、オジブウェー語で ototeman は「はらから」を意味する。

## 定義
「トーテム」の定義については、後述する「トーテミズム」を論じる論者ごと存在するのが現状である。フランス国立科学研究センターが提供する語彙集は「祖霊が生まれ変わり、家族、部族、民族の標章として機能する具象物であって、動物や植物、場合によっては、その他の物」という定義を与えている。『ブリタニカ百科事典』オンライン版は、「ある血縁集団や個人に互いに影響しあうと考えられ、当該集団や個人の標章又は象徴として機能するもの」という定義を与えている。
同一のトーテムと関係を有する人間の集団を「トーテム氏族」（totemic clan）という。トーテムがトーテム氏族の先祖であると考えられている場合には（各トーテムと先祖とを結び付けて考えないトーテミズム社会も多々存在することが判明している）、そのトーテムを「トーテム先祖」と呼ぶことがある。

## トーテミズム（英：Totemism）

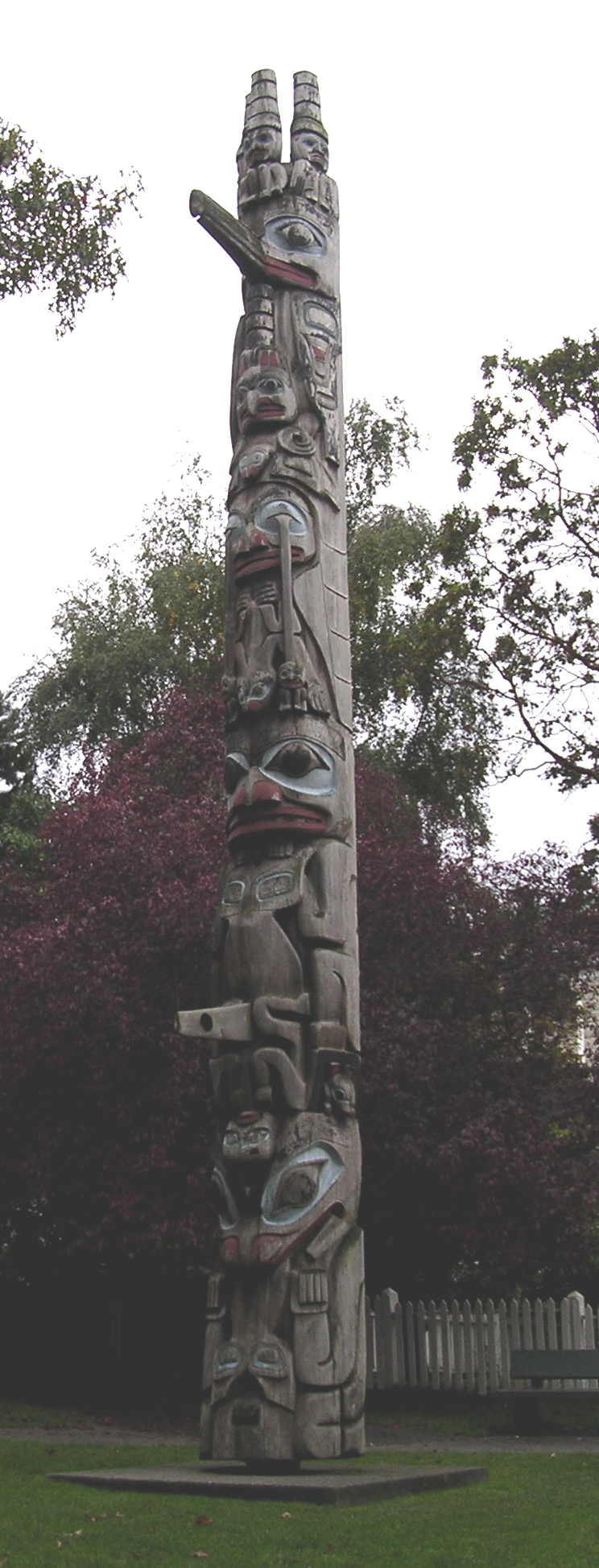
トーテム・ポール

トーテムを信仰の対象、基礎とし、崇拝する信仰形態を指して「トーテミズム（トーテム信仰）」と呼ぶ。また、食のタブーにも結びついている。ただし、これはある一定の「トーテム信仰である特徴」に該当している宗教形態全てを指すのであって、一つの宗教、または固有の宗派を指して用いられるのではない。
トーテミズムは主に未開社会や古代文明に多くみられるが、発展を遂げた社会に身をおきながら、同族間の伝統、儀礼として現代でもトーテミズムを継承している地域も存在する。
また、アメリカのインディアン部族には、氏族（クラン）を「狼」や「亀」、「ざりがに」といったトーテムで分けたものが多い。またトーテムから姓名を引用するものもあり、こうした習慣は大自然や超常現象から特別な力と加護を授かりたいと願うトーテミズムのひとつだともいえる。

## トーテミズムの世界的な例

### 日本
日本の神道を含めた自然崇拝の信仰形態において、部族や血縁に対し、生きる縁を与えるものとしてLife・Index あるいはLife・Tokenと呼ばれる、「自分と似たようなもの」が祝福あるいは生命力を与えると考えられた。彼らは、部族ごとに石、光線、動物、植物とさまざまな形で表され、異なる世界から来るマナを、共有していると考えられた。また、説明体系として「われわれは○○の子孫である」というものがあるため、ハレの日にその動物を食べる、逆に食べない、といったタブーが存在する。
南方熊楠は、トーテムを族霊と訳し、日本にトーテミズムがあるとしたが、発表したものが、「個人の守護霊」であり、部族の守護霊ではないという批判があったため「トーテムと人名」で、改めて論じ直し 大物主は、明らかに蛇トーテムであり、三島の神池での鰻取り、祇園の氏子とキュウリ、富士登山の際のコノシロのタブーをトーテムとした。
南方熊楠によれば、起源は諸説あるものの、
- a説 - 人が、ある種の動植物に似た特徴を持つためにあだ名のように言われたから。

また
- b説 - 古代、性行為によって子はできず、聖母マリアが天主ヤハウェによってイエスを生んだように、ある種の介在物が子を作ると考えられ、それが族霊とされた。

という妥当な説の、まずa説のような説明が発生し、後にb説と説明しなおされた、とする。

### 古代中国
古代中国の殷王朝は青銅器の生産と加工が盛んであり、遺跡からは動物を模ったものが大量に出土した。これら鋳造の青銅器へ施された動物のモチーフや銅像は古代中国において祭政一致の「神権政治」が行われていたことの裏付けだとされ、世界で最も古いトーテミズムのひとつである。

### インド
宝蔵陀羅尼に、兎を族霊とする描写であるらしい記述がある。

### アジア
諸民族に、比較的トラを族霊とする者が多い。また、医療に携わる特殊な集団が、トラをトーテムとしトラのような格好で近隣住民の治療を行う、という例もある。

### オーストラリア
アボリジニにおいては、「ドリーミング」と呼ばれるトーテムが各部族にあり、「性行為によってではなく、各ドリーミングの介在によって」子を為すという信仰があった。

### 欧州
英国では、ガチョウ、ウサギ、ニワトリが族霊とされた。また、エンブレムに描かれる犬は、それをトーテムとする
名残であるらしい。

### アフリカ
ジンバブエにおいては、猿、牛、ライオン等の動物がトーテムとされている。日常的にトーテムという言葉が使われている。

## トーテムポール
トーテムポールは、北米先住民族が制作する彫刻を施した標柱である。彫刻のモチーフとして、制作者の属するクランのトーテムが選ばれることが多いが、トーテムポール自体が信仰の対象ではない。トーテムポールは仏像のような偶像とは異なる。